# Корабельный мастер
 Корабельный ма́стер — чин и должность 8-го (с 1764 года — 7-го) класса в Табели о рангах в русском флоте в XVIII—XIX веках.
Ранее наёмный специалист по постройке кораблей, в основном из-за рубежа (Голландии, Венеции, Англии и так далее).

## История
Впервые упоминается в документах в 1698 году. В РГАВМФ сохранился Указ адмиралтейца Ф. М. Апраксина о выдаче жалованья, за 1706 — 1707 годы, корабельному мастеру Петру Михайлову (Петру I) и подмастерью А. Д. Меншикову за работы.
Петровским Морским уставом 1720 года чин не предусматривался, но в 1722 году он был внесён в Табель о рангах.
По статусу корабельный мастер согласно Табели о рангах приравнивался к капитану 3-го ранга. Вышестоящим в сарвайерской службе флота для него был чин сарвайера, а нижестоящим — галерного мастера.
10 июня 1723 года чином корабельного мастера с рангом капитан-командора от флота императором Петром I были первыми пожалованы кораблестроители Воронежской адмиралтейства — Федосей Скляев, Осип Най, Рыцар (Ричард) Броун, Рыцар (Ричард) Козанц (Козенц).
Корабельные мастера руководили относительно небольшими кораблестроительными верфями при провинциальных адмиралтействах, а также были заняты на больших верфях непосредственно проектированием и производством работ по постройке крупных кораблей (1-го — 2-го рангов). Кроме того корабельные мастера привлекались к понтонно-мостовым работам и в частности строили наплавные мосты в Санкт-Петербурге.
В 1764 году чин корабельного мастера был перемещён в 7-й класс Табели о рангах.
В декабре 1826 года чин корабельного мастера был упразднён. Приказ Адмиралтейств-коллегии гласил: «корабельные мастера, равно драфцмана и тиммерманы офицерских чинов, переименовываются в корабельные инженеры».